# Claire Heliot

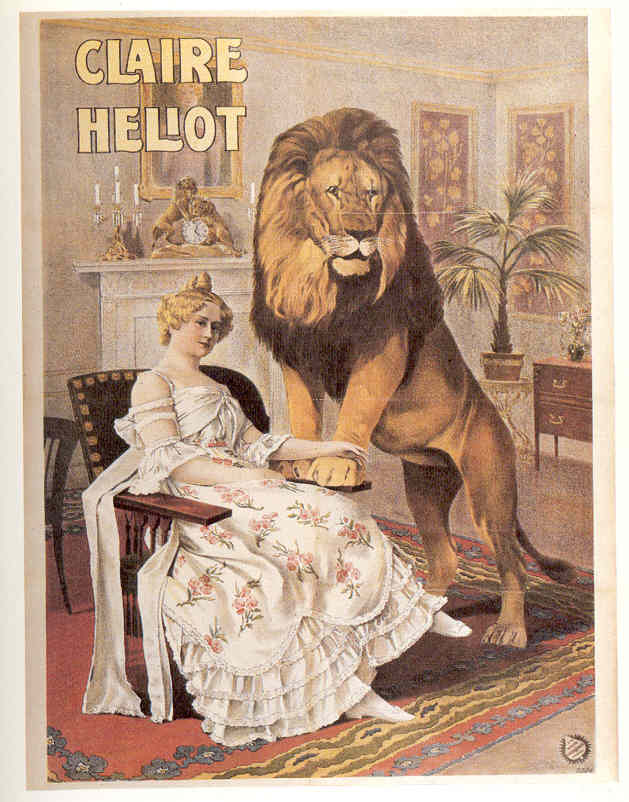
Claire Heliot. Farblithographie von Adolph Friedländer, 1903

Claire Heliot (* 9. Februar 1866 in Halle (Saale) als Clara Pleßke, Heiratsname Clara Hanmann; † 9. Juni 1953 in Stuttgart) war eine deutsche Tierbändigerin und Dompteurin.

## Leben
Clara Pleßke wurde als Tochter des Postsekretärs Friedrich Pleßke und seiner Frau Bertha geboren. Sie heiratete den aus Dresden stammenden Zureiter und Stallmeister Karl Johann August Hanmann. Ihr ererbtes Vermögen ging durch die Verschwendungssucht ihres Mannes verloren, so dass sie ab 1896 mangels anderer Verdienstmöglichkeiten als Tierpflegerin im Leipziger Zoo zu arbeiten begann. Dort kam sie erstmals mit Raubkatzen in Berührung.
Clara Hanmann hatte im Zoo schon einmal den Auftritt einer Tierbändigerin gesehen. Sie wollte nun Raubtierdresseurin werden und überzeugte den Zoodirektor Ernst Pinkert schließlich, sie bei der Pflege der Löwen einzusetzen. Pinkert selbst wendete die Dressur-Methode Carl Hagenbecks an, die sich von der üblichen „harten Dressur“ mit Knüppeln oder Peitschen abgrenzte. Geschickt im Umgang mit den Tieren, zähmte Hanmann Löwen, indem sie sie langsam an ihre Gegenwart und Berührung gewöhnte.
1898 trat Hanmann mit einer kleinen Gruppe Löwen im Leipziger Zoo auf. Sie gab sich den international anmutenden Künstlernamen Claire Heliot. Pinkert übernahm das Marketing und organisierte eine erste, erfolgreiche Tournee, die sie nach Köln, Stuttgart und Breslau brachte. Tourneen nach Belgien und Frankreich schlossen sich an. Es entwickelte sich ein jährlicher Rhythmus. Im Sommer trat Heliot auf Völkerschauwiesen und Freibühnen auf, im Winter in Zirkussen und Varietés. In den Jahren 1899 bis 1902 gastierte die Dompteurin mehrfach in England. 1902 stellte ihr der Zar einen Sonderzug zur Verfügung, mit dem Heliot durch Russland tourte.  Aus dieser Zeit existieren Sammelbildchen von Zigarettenschachteln, die damals berühmte Schausteller und Zirkusartisten zeigen, darunter Claire Heliot.

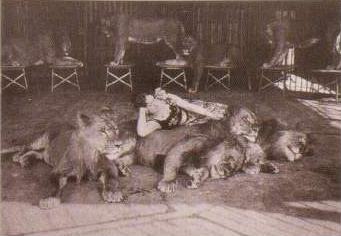
Claire Heliot beim Kunststück „Löwenteppich“

Anders als andere Tierbändigerinnen, deren Auftritte stark sexualisiert waren, suggerierte Heliots Auftritt „kultivierte Weiblichkeit“, wozu ihr gutes Aussehen, ihre ruhige und behutsame Behandlung der Tiere und die auf Französisch gerufenen Befehle beitrugen. Heliots Darbietung führte dem Publikum die Zähmung des Wilden durch Zivilisation und Kultur vor. Im Laufe der Zeit entwickelte Heliot eine Dressurnummer mit insgesamt zwölf Berberlöwen und vier Doggen. Heliot trat zum Beispiel im Torero-Anzug aus schwarzem Samt mit Silberstickerei auf. Zu Beginn ihrer Nummer nahmen die Löwen in der Manege auf Podesten ihre Plätze ein. Die Doggen umkreisten die Löwen und sprangen über deren Rücken hinweg. Heliot ließ die Löwen auf einer Schaukel wippen, hohe Leitern besteigen, sich zu großen Pyramiden formieren und Sprünge durch Reifen und über Barrieren machen. Sie schaffte sogar, die Löwen seillaufen zu lassen. Eine Spezialität war der „Löwenteppich“, bei dem sich Heliot auf die liegenden Löwen legte. 1899 wagte sie es zum ersten Mal, ihren Kopf in das Maul eines Löwen zu legen. Zum Abschluss ihrer Dressurnummer nahm sie einen der über 150 kg schweren Löwen auf die Schultern und trug ihn aus der Manege.
Ihre Dressur beruhte darauf, dass sie junge Löwen selbst aufzog und eine weitgehende Empathie herstellte. Mit zunehmendem Alter der Tiere wurde der Umgang mit ihnen schwieriger, die Gefahr eines Angriffs nahm zu. Zu diesem Zeitpunkt entfernte sie das betreffende Tier aus ihrem Vorstellungsprogramm. Der Löwe kam dann in den Leipziger Zoo, der Heliot wiederum mit jungen Tieren versorgte. Vereinzelt kam es trotzdem zu Angriffen.
1905 reiste Claire Heliot für eine siebenmonatige Tournee in die USA. Danach kündigte sie, nun 40 Jahre alt, ihren Rückzug an, da sie sich müde und ausgelaugt fühlte. Bei den Abschiedsvorstellungen in Leipzig und Kopenhagen kam es zu den schwersten Löwenangriffen ihrer Laufbahn. Einer der Löwen biss dabei ihre Hüfte durch und sie lag danach längere Zeit im Krankenhaus. Danach zog sich Heliot aus der Manege zurück. Der Circus Sarrasani kaufte ihre Löwen, mit denen Hermann Haupt weiterarbeitete.
Heliot erwarb 1907 den „Rappenhof“ bei Leonberg, wo sie Landwirtschaft betrieb und Pferde züchtete. 1908 ließ sie sich behördlich genehmigen, ihren Künstlernamen offiziell führen zu können. 1910 verkaufte sie das Gut gewinnbringend und zog nach Stuttgart.
Durch die Hyperinflation von 1923 verlor sie ihr Vermögen. 1944 wurde ihre Wohnung in der Stitzenburgstraße ausgebombt, wodurch ihre Wertgegenstände sowie auch die schriftlichen Zeugnisse ihrer Karriere wie Fotos, Briefe, Programme, Zeitungsausschnitte, die in ihrem Besitz waren, zerstört wurden. Anschließend lebte sie in ärmlichen Verhältnissen in einem Altersheim oberhalb von Beutelsbach. Der Stuttgarter Oberbürgermeister Arnulf Klett verschaffte ihr später einen Platz im Hasenbergheim. Sie starb 1953 im Feuerbacher Krankenhaus.
Nach ihrem bewegten Leben resümierte sie: „Die Menschen haben mich immer wieder enttäuscht! Meine treuesten Freunde, das waren doch – meine Löwen …“

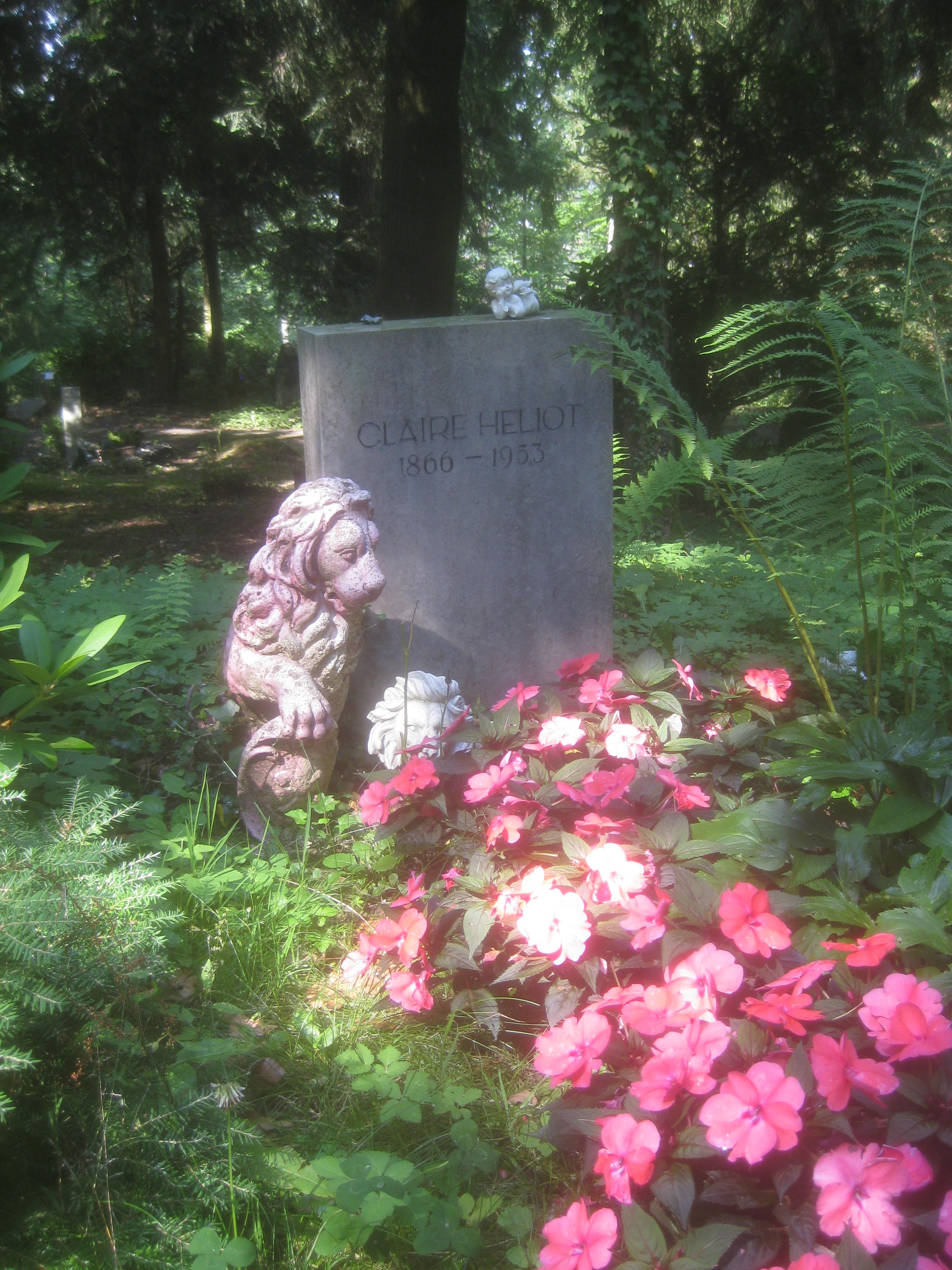
Claire Heliots Grab.

Claire Heliots Grab, das sie selbst gekauft hatte, befindet sich auf dem Waldfriedhof Stuttgart in Abteilung 16 a. Den einfachen viereckigen Grabstein, der nur ihren Namen und ihre Lebensdaten trägt, soll der Direktor des Zirkus Sarrasani für sie gestiftet haben. Eine Verehrerin stellte die Steinskulptur eines kleinen stehenden Löwen zur Erinnerung an ihren Beruf als Tierlehrerin auf. Ein liegender Löwe unbekannter Herkunft bekrönte noch 2014 den Grabstein, heute ruht er neben dem anderen Löwen am Boden.